# Agostino Cavalca
Agostino Cavalca (geboren vor 1980) ist ein italienischer Kostümbildner, der überwiegend mit dem Regie-Duo Moshe Leiser und Patrice Caurier, dem Bühnenbildner Christian Fenouillat und dem Lichtdesigner Christophe Forey zusammen arbeitet.

## Leben und Werk
Cavalca lebt seit 1980 in Paris. Im Schauspiel entwarf er Kostüme für zahlreiche Klassiker – darunter Werke von Corneille, Euripides, Goethe, Marivaux, Molière, Racine und Shakespeare – sowie für zahlreiche Stücke zeitgenössischer Autoren. Seit 1995 zählt Cavalca zum fixen Kreativteam des belgisch-französischen Regie-Duo Leiser/Caurier, die er während derer Karriere durch kleiner und größere Opernhäusern Frankreichs, der französischen Schweiz und Großbritanniens begleitete. Der internationale Durchbruch des fünfköpfigen Kreativteams erfolgte einerseits 2000 mit der ersten Premiere am Royal Opera House Covent Garden in London (Rossinis La Cenerentola), anderseits 2008 mit der Verpflichtung an die Oper Zürich durch Alexander Pereira, wo fünf Modellinszenierungen entstanden: Halévys Clari, die Uraufführung von Dalbavies Gesualdo, sowie die drei Rossini-Opern Le comte Ory, Mosè in Egitto und Otello. 
Seit 2012 sind die beiden Regisseure, die beiden Ausstatter und der Lichtdesigner häufig in Österreich tätig – wiederum auf Einladung von Pereira bei den Salzburger Pfingst- und Sommerfestspielen, weiters bei den Bregenzer Festspielen, im Theater an der Wien und an der Wiener Staatsoper. In Salzburg erarbeiteten sie gemeinsam mit der Intendantin und Sängerin Cecilia Bartoli 2012 Händels Giulio Cesare in Egitto, 2013 Bellinis Norma und zu Pfingsten 2015 folgt Glucks Iphigénie en Tauride.
Ausnahmsweise gestaltete Cavalca auch einmal die Kostüme für Damiano Michielettos Inszenierung von Rossinis La Cenerentola (bei den Salzburger Pfingstfestspielen 2014) und einmal für Jean-Claude Falls Inszenierung der Verdi'schen Luisa Miller (2014 an der Operá de Liège).